# Jacques Marquet
Jacques Marquet, connu plus tard sous le nom de Jaime Marquet (né à Paris en 1710 et mort à Paris en 1782) est un architecte français connu pour son œuvre dans l'Espagne des Bourbons, et dont la réalisation la plus importante comprend la place centrale de Madrid, connue aujourd'hui sous le nom de Puerta del Sol ainsi que les monuments environnants, la Real Casa de Correos (siège de la Poste royale, qui abrite aujourd'hui les bureaux du président de la communauté de Madrid).

## Biographie et œuvres
Dans les années 1750, Jacques Marquet reçu commande de Fernando de Silva, douzième duc d'Albe, qui était alors ambassadeur d'Espagne à Paris, de la construction d'un nouveau palais situé à Piedrahíta et destiné à être le siège de la famille, construction qui se déroula de 1755 à 1766. 
Le duc d'Albe le présenta à la cour du roi Ferdinand VI, après quoi Jacques Marquet reçu commande de la réfection des pavés de la ville de Madrid. En 1755, il fut reçu à l'Académie royale des beaux-arts Saint-Ferdinand. Entre 1756 et 1760, alors que commençait sa carrière dans la capitale espagnole, le roi Ferdinand VI confia à l'architecte Ventura Rodriguez (en) la mission de conduire la démolition des blocs d'immeubles 205 et 206 qui entourait la Puerta del Sol et de construire un bâtiment destiné à être le siège de la Poste espagnole.
En 1759, Ferdinand VI mourut, mais la prédilection pour le « goût français » des Bourbons d'Espagne continua à prospérer sous son successeur, le roi Charles III, qui trouvait à redire au style de Ventura Rodríguez. Ces deux événements décisifs conduisirent à la nomination de Jaime Marquet (nom sous lequel Jacques Marquet était connu en Espagne), qui prit, en 1760, la responsabilité de la conception du project de la Puerta del Sol et entreprit la construction du site, de 1766 à 1768.
En même temps que le palais des ducs d'Albe à Piedrahita et la Real Casa de Correos à Madrid, Jacques Marquet fut aussi responsable de l'édification des monuments suivants : 
- Iglesia de San Antonio (Église royale, Aranjuez, c. 1752),
- Cocheras de la Reina Madre, Aranjuez, Madrid (1758),
- Los Cuarteles de las Reales Guardias Españolas y Walonas, Aranjuez (1770–1772),
- Teatro Real Coliseo de Carlos III de Aranjuez, (1767)  (le premier théâtre fermé construit en Espagne)[3],
- Teatro Real Coliseo de Carlos III, San Lorenzo de El Escorial, Madrid (1771–1772).

Jacques Marquet décède en 1782, à la clinique privée Hagenmeyer à Paris.

## Galerie

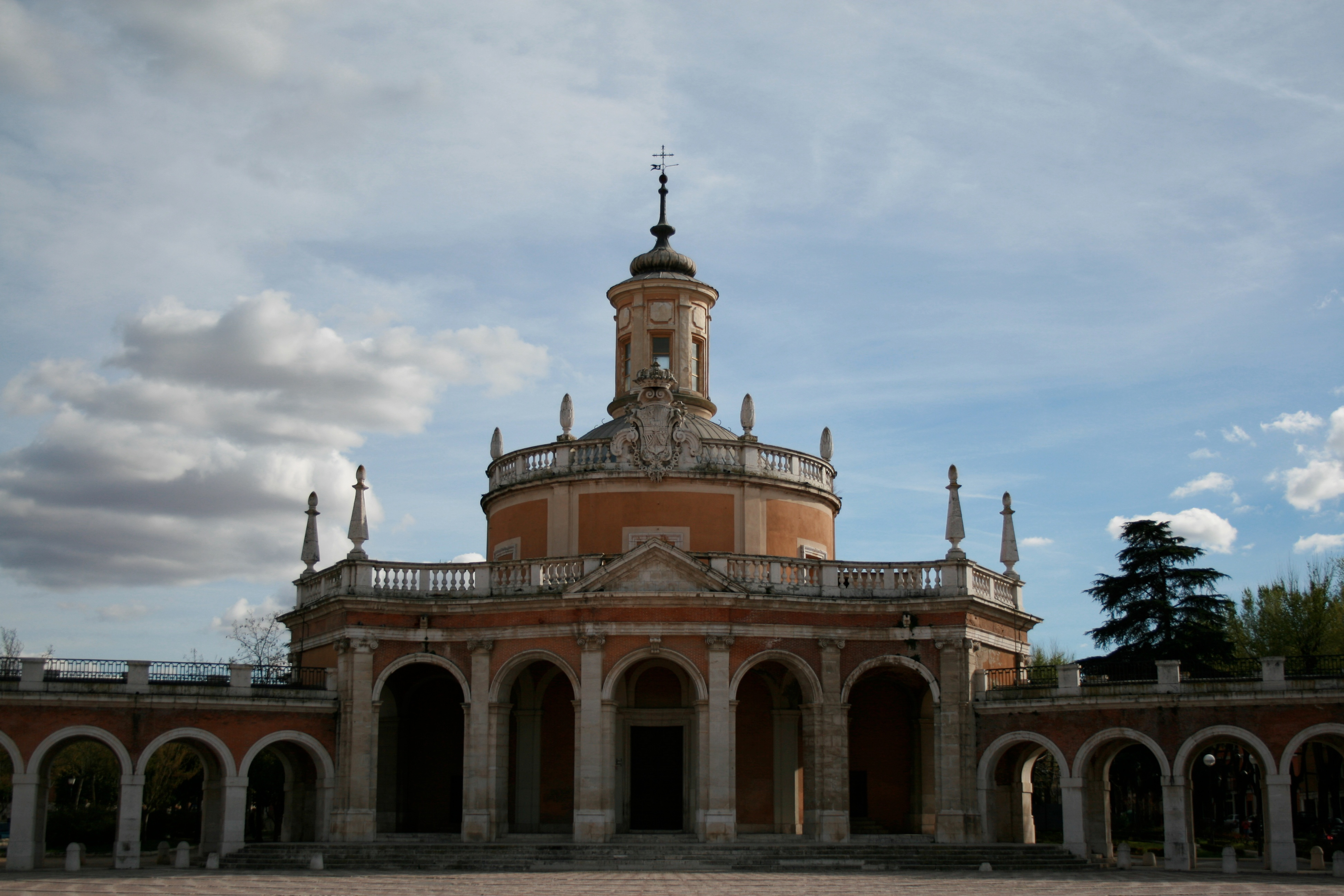
Iglesia de San Antonio (Église royale à Aranjuez, vers 1752)
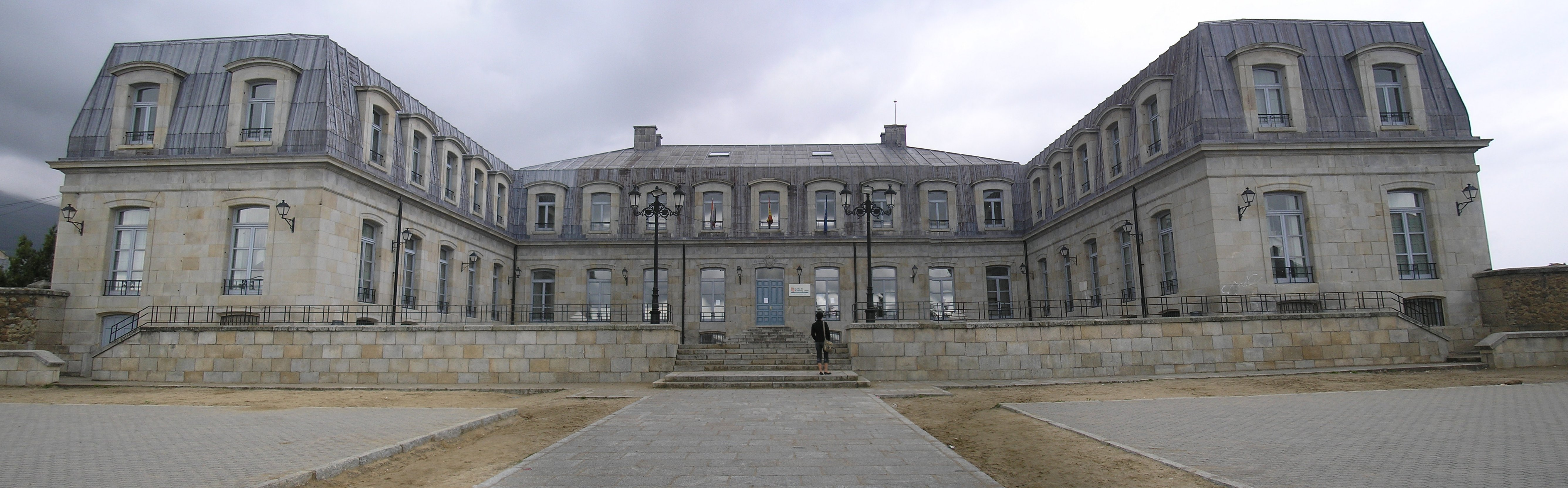
Façade du Palais des ducs d'Albe (en), à Piedrahíta, construit entre 1755 et 1766.
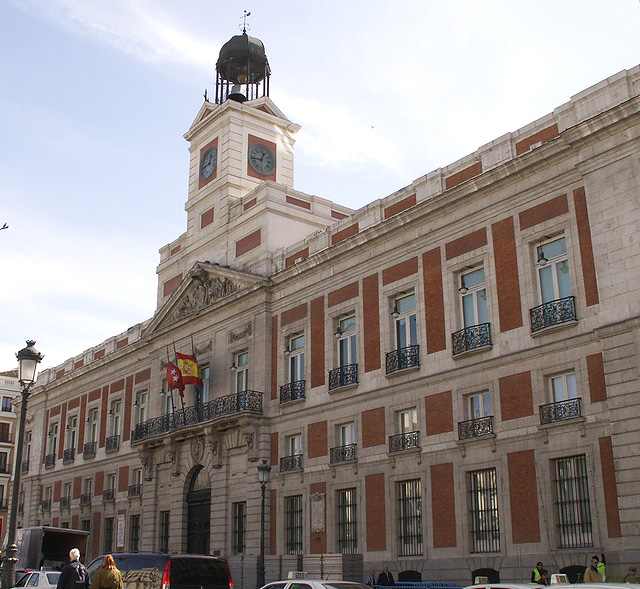
Maison Royale de la Poste à Madrid, construite entre 1760 et 1768.
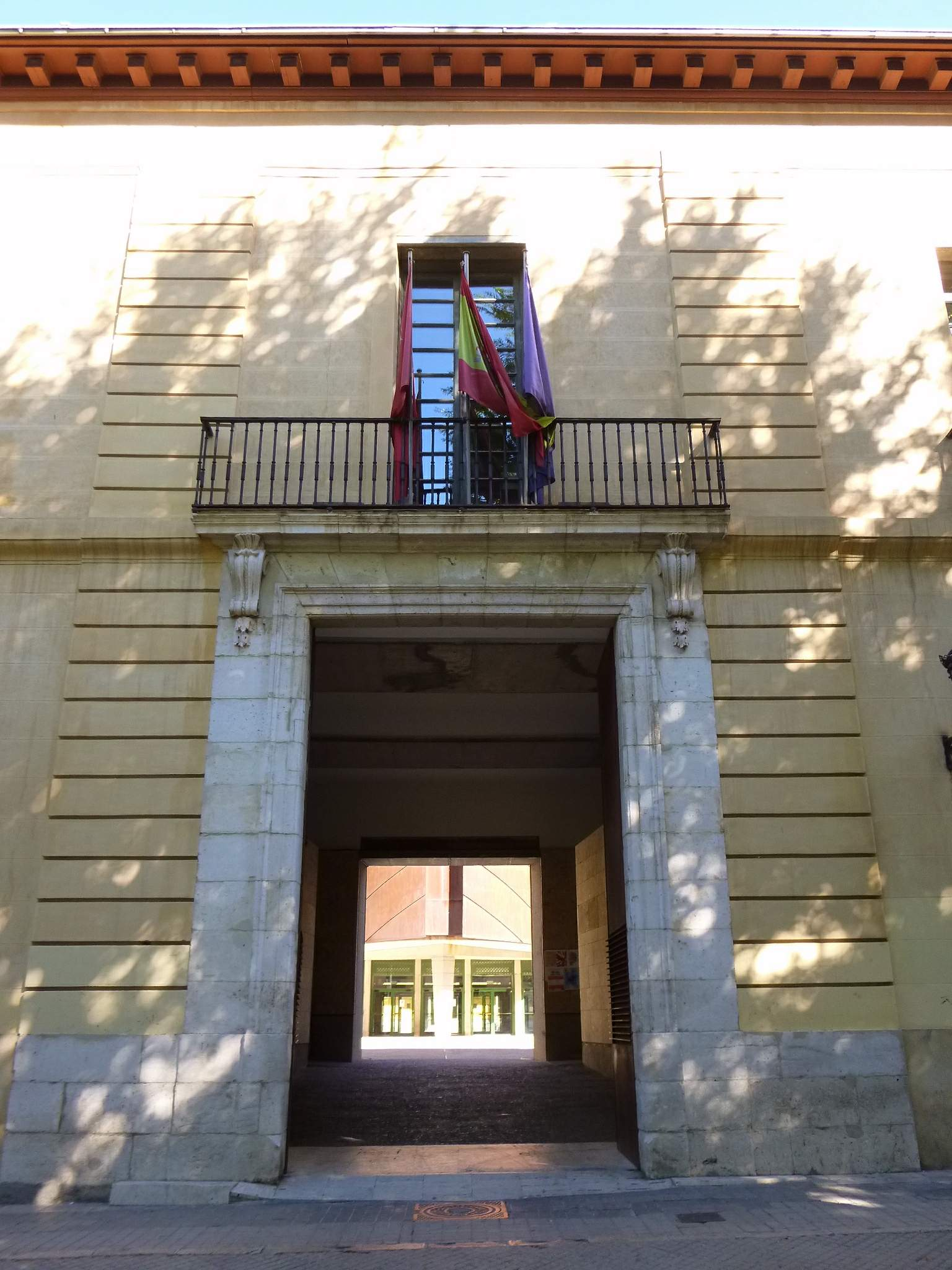
Cocheras de la Reina Madre Isabel de Farnesio (bâtiment des carrosses d'Élisabeth Farnèse, la mère de Charles III).
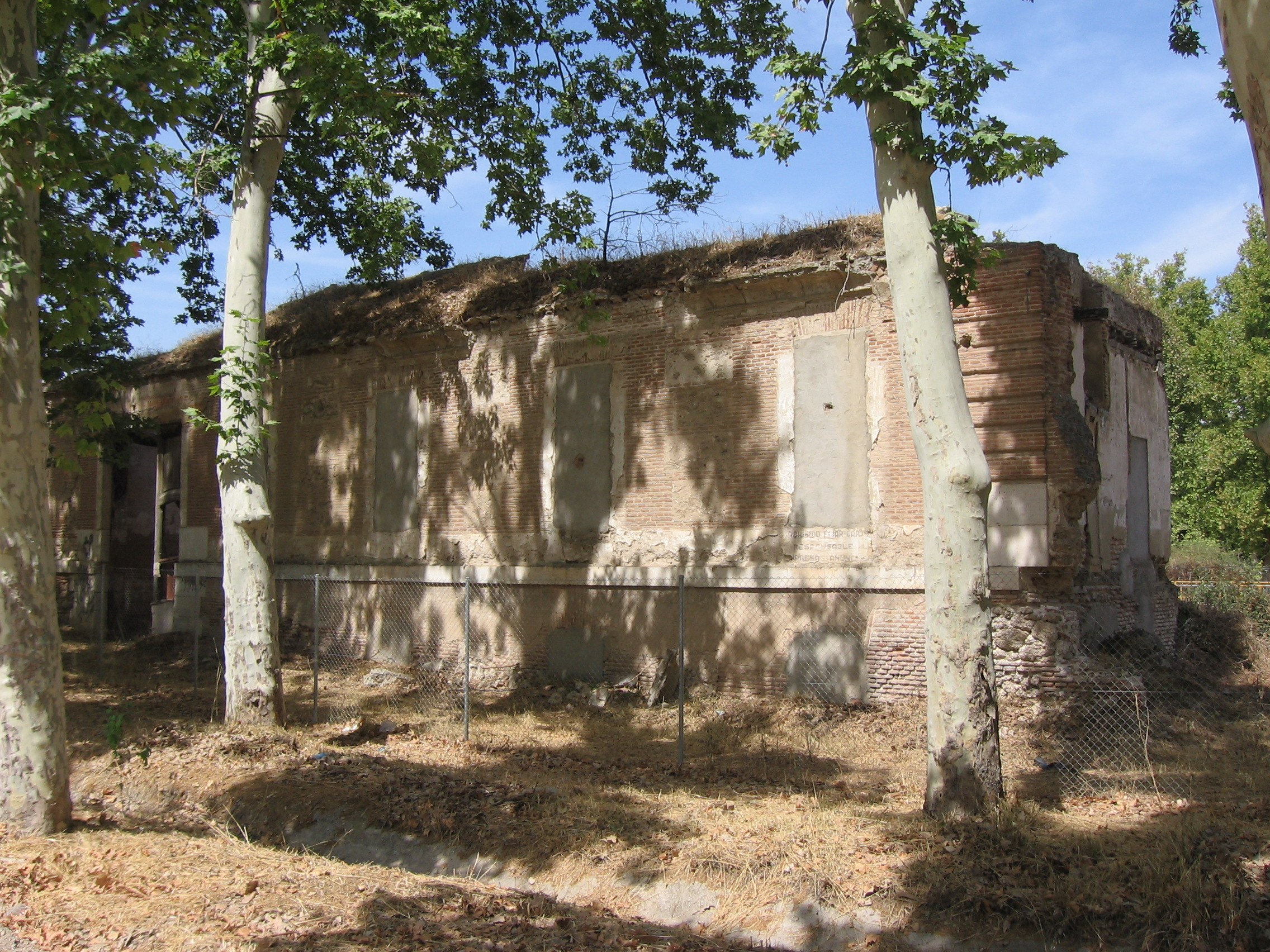
Cuartel de la Garde royale espagnole à Aranjuez (caserne des Gardes royaux, maintenant en ruine).
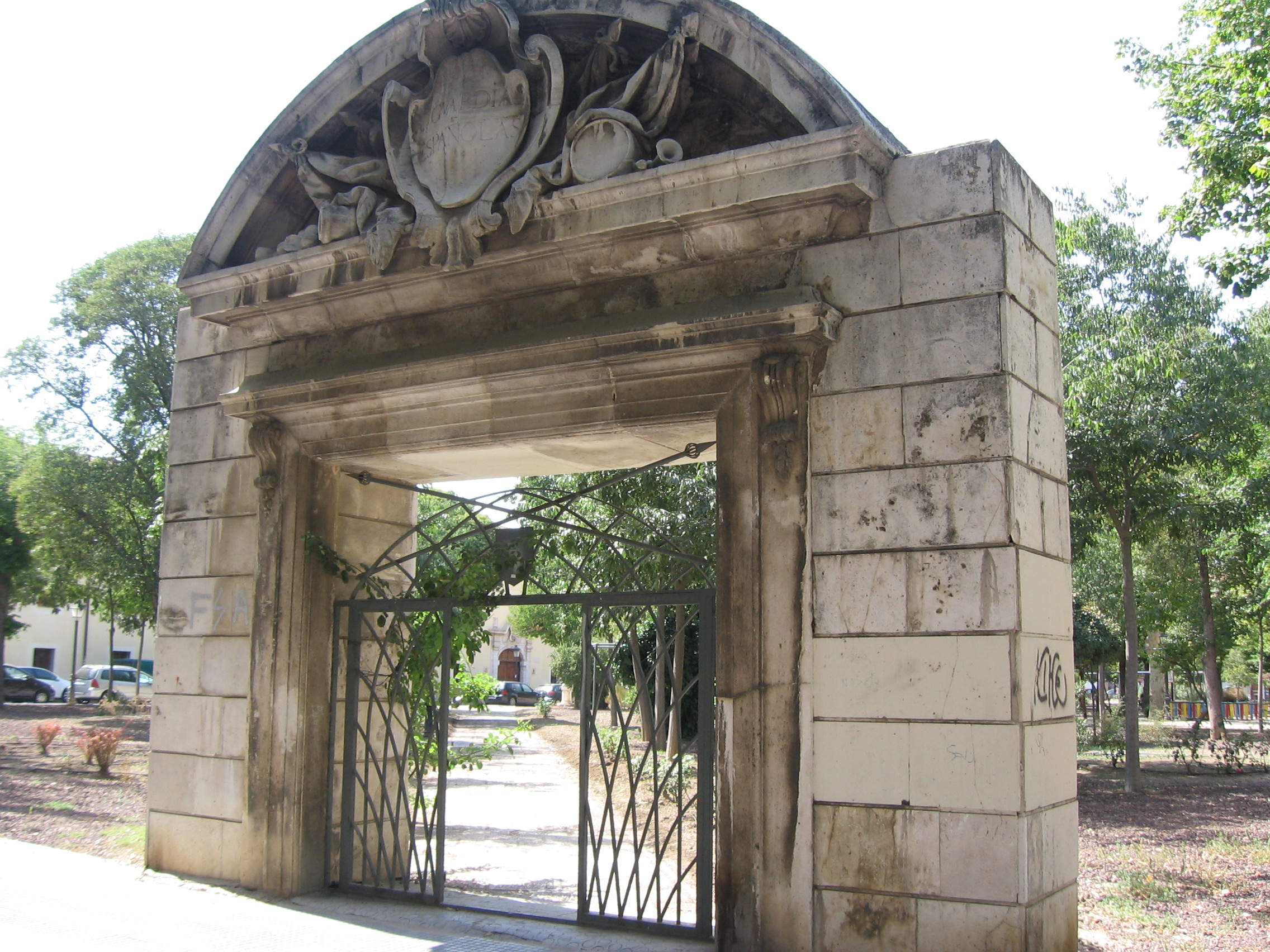
Porte principale de la caserne des Guardes espagnols, resituée aujourd'hui dans un jardin public proche à Aranjuez.
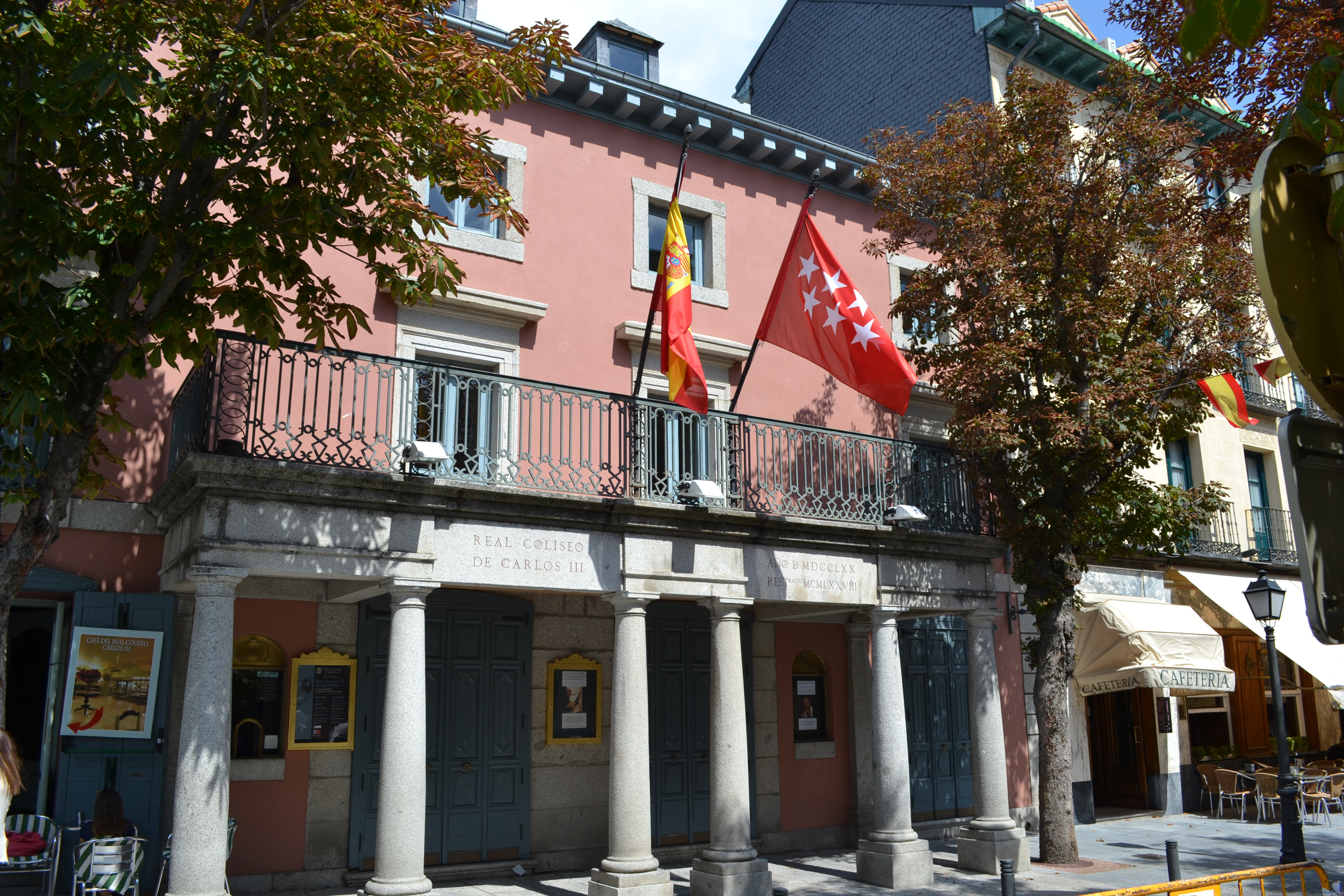
Real Coliseo de Carlos III (Théâtre à San Lorenzo de El Escorial.